# Теорема Кастельнуово о стягивании
Теорема Кастельнуово о стягивании используется в теории классификации алгебраических поверхностей для построения минимальной модели заданной гладкой алгебраической поверхности.
Более точно, пусть {\displaystyle X} является гладкой проективной поверхностью над {\displaystyle \mathbb {C} }, а {\displaystyle C} — (−1)-кривая на {\displaystyle X} (что означает гладкую рациональную кривую с числом самопересечений −1), тогда существует морфизм из {\displaystyle X} в другую главную проективную поверхность {\displaystyle Y}, такой, что кривая {\displaystyle C} стягивается в точку {\displaystyle P}, и более того, этот морфизм является изоморфизмом вне {\displaystyle C} (то есть {\displaystyle X\setminus C} изоморфно с {\displaystyle Y\setminus P}).
Этот морфизм стягивания иногда называется сдуванием или стягиванием, которое является обратной операции к раздутию. Мы также называем такую кривую {\displaystyle C} исключительной кривой первого рода.